# 虚拟财产
虚拟财产，也被称为网络虚拟财产或虚拟财产权。根据财产的定义，虚拟财产是指在互联网环境中具有金钱价值的一种权利，是财产在互联网上的表现形式。通常来讲，广义上的虚拟财产指“能够为人所拥有和支配并且具有一定价值的网络虚拟物和其他财产性权利都可以看作广义上的虚拟财产”， 包括但不限于网络游戏的帐号、QQ帐号、电子邮箱与域名等内容；狭义上的虚拟财产通常是指网络游戏中的装备、宠物、角色等级与角色技能。

## 关于虚拟财产属性的学说
针对虚拟财产的属性，目前主要有物权说、债权说、知识产权说以及新型财产权说四种。

### 物权说
此种学说将虚拟财产认为是一种物权，韩国“明确规定网络游戏中虚拟角色和虚拟物品独立于服务商而具有财产价值。服务商只是为玩家的这些私有财产提供了一个存放的场所，而物权对其肆意的修改或删除，这种虚拟物的性质与银行帐号中的钱财无本质的区别。”

### 债权说
债权说认为“虚拟财产的重点不在于虚拟物品本身，而在于它所反映的服务合同关系。”

### 知识产权说
有学者将认为“虚拟财产是持续存在的具有竞争性、交互性的模仿现实世界的计算机代码。” 在此基础上，因为计算机代码受到著作权法的保护，所以存在知识产权说。

### 新型财产权说
此学说认为虚拟财产“具有债权属性与物权特征，虚拟财产实质上是一种具有财产价值的权利凭证，如同其他权利凭证一样，其真正的意义不在于虚拟财产本身，而在于其能够体现和证明玩家所拥有的财产价值，因此这种能够体现财产价值的凭证又具有自身独立性，独立于运营商。”

## 刑法上的虚拟财产
刑法具有罪刑法定的原则，而在《中华人民共和国刑法》上又只有财物的概念，没有财产的概念，所以，针对虚拟财产是否属于在《中华人民共和国刑法》第91条、92条列举的财物范围中的“其他财物”，有学者认为“《刑法》第九十二条第（四）项规定的‘其他财产’，根据文意解释，应理解为与股份等并列而未罗列的其他财产凭证”。但是，在司法实践中，虚拟财产能否被认为是刑法意义上的财物尚存争议。